# Silnice I/67
Die Silnice I/67 (tschechisch für: „Straße I. Klasse 67“) ist eine tschechische Staatsstraße (Straße I. Klasse). 

## Verlauf
Die Straße beginnt in Český Těšín (Teschen) an der Anschlussstelle (Exit) 74 der seit 1. Januar 2016 aufgestuften Dálnice 48 und verläuft von dort in nordwestlicher Richtung am linken Ufer der Olsa, die in Karviná (Karvin) kurzzeitig überquert wird (hier mündet die von Ostrava kommende Silnice I/59 ein) und weiter in mehr westlicher Richtung nach Bohumín (Oderberg). Am Stadtrand von Bohumín kreuzt sie die Anschlussstelle (exit) 370 der Autobahn Dálnice 1 und erreicht kurz darauf die tschechisch-polnische Grenze, an der sie in die polnische Droga krajowa 45 übergeht.
Die Gesamtlänge der Straße beträgt gut 32 Kilometer.